# Follow the Leader (альбом Eric B. & Rakim)

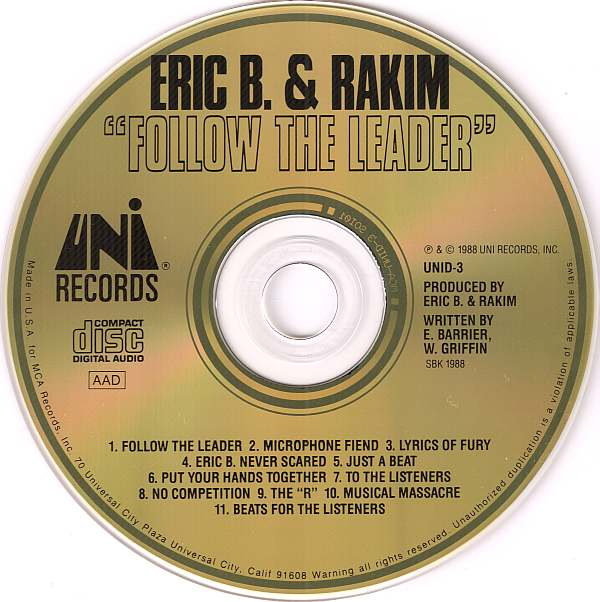
CD-версия альбома.

Follow the Leader (с англ. — «Следуй за лидером») — второй студийный альбом американского хип-хоп-дуэта Eric B. & Rakim, выпущенный 26 июля 1988 года на лейбле Uni Records, дочернем лейбле MCA Records.
Альбом был спродюсирован участниками группы при содействии брата Ракима, который играл на альбоме на различных инструментах. По аналогии с их первым альбомом, «гоуст-продюсер» был приглашён на две песни. В 2007 году в интервью для Unkut.com, The 45 King сказал, что он спродюсировал «Microphone Fiend» и «The R». «Microphone Fiend» изначально создавался для Fab 5 Freddy, пока The 45 King не передал его Эрику Би, диджею группы.
Альбом достиг 22 места в чарте Top Pop Albums и 7 места в чарте Top Black Albums в американском журнале Billboard. Альбом также достиг 25 места в чарте UK Albums Chart в Великобритании. Он достиг более высоких позиций в чартах, чем дебютный альбом Eric B. & Rakim, и стал их лучшим чартовым альбомом в США и Великобритании.
Альбом был продан в количестве 500 тысяч экземпляров в Соединённых Штатах и был сертифицирован RIAA как «золотой» спустя два месяца, 27 сентября 1988 года. Согласно журналу Billboard, к концу года в США было продано 800 тысяч копий альбома.
Альбом содержит два сингла, которые попали в чарты журнала Billboard и в хит-парад UK Singles Chart в Великобритании: «Follow the Leader» и «The R».
Расширенное ремастеринговое издание вышло в 2005 году и содержало 3 ремикса.

## Приём критиков
| Оценки критиков               | Оценки критиков |
| Источник                      | Оценка          |
| ----------------------------- | --------------- |
| AllMusic                      | [ 10 ]          |
| Los Angeles Times             | [ 11 ]          |
| The Philadelphia Inquirer     | [ 12 ]          |
| Pitchfork                     | 8.5/10          |
| Rolling Stone                 | [ 14 ]          |
| The Rolling Stone Album Guide | [ 15 ]          |
| Spin Alternative Record Guide | 9/10            |
| The Village Voice             | A−              |

Follow the Leader был хорошо принят современными критиками. Журналист Джонатан Голд из Los Angeles Times считал его «гораздо более последовательным», чем первый альбом дуэта Paid in Full, называя Эрика Би «мастером расслабленных, недооценённых битов» и хваля Ракима за плетение «спокойной паутины слов, его гладкий виски тенор, менее шумный, но более интенсивный, чем пулеметные бормотания, которые вы слышите, гремящие из битбоксов, его острые рифмы тем более разрушительны за то, что произнесены почти шёпотом, в то время как другие рэперы кричат». В своём обзоре для The Village Voice редактор Роберт Кристгау нашёл семплирование дуэта как улучшение по сравнению с предыдущей работой «Движение Джеймса Брауна» и похвалил Ракима за «постоянно растущее соотношение слов в минуту — человек любит язык, как молодой Боб Дилан». Питер Уотроус из «Нью-Йорк Таймс» высоко оценил миксы Эрика Би и назвал его «виртуозом-минималистом». Уотроус назвал Ракима «одним из самых выдающихся рэперов в бизнесе» и подробно остановился на его лиризме: "Его голос взлетает так же грациозно, как хорошо брошенный футбольный мяч; он сразу изменит направление движения. Он будет менять ритмы, притягивая и отталкивая бит, чтобы выдвинуть на первый план его лирику. Настойчивый, крутой и преданный, у его рэпа есть актуальность, которая делает музыку намного больше чем популярной, это звучит как музыкальная версия политического, социального видения.

## Наследие
В книге 2006 года To the Break of Dawn: A Freestyle on the Hip Hop Aesthetic автор Уильям Джелани Кобб позже писал о значении альбома:
«По пятам Paid in Full Эрик Би и Раким выпустили заряженный обоймой альбом под названием Follow the Leader в 1988 году. Насыщенный более широким спектром звуков, чем семплы Джеймса Брауна, которые определили первоначальный релиз, Follow the Leader показал Ракима самым лирически жестоким, выдающим ловкие и смертельные угрозы на таких треках, как „Microphone Fiend“, „Lyrics of Fury“ и почти преступном „No Competition“. Релиз ознаменовал высшую точку в сотрудничестве между ними и предвосхитил сползание рынков, с которым они столкнулись в 1990-х годах».
В ретроспективном обзоре редактор AllMusic Стив Хьюи дал альбому пять из пяти звёзд и расценил его как улучшение по сравнению с альбомом Paid in Full, отметив «гибкие, быстрые лирические демонстрации Ракима». В двойном обзоре как для Paid in Full, так и для Follow the Leader переизданий, редактор Pitchfork Media Джесс Харвелл выразил, что высокие баллы последнего альбома «столь же высоки, как у любой рэп-группы», и написал, что музыка обоих альбомов служит «напоминанием о коротком периоде, когда люди думали, что могут стать миллионером только на навыках, где реальность этого была настолько далека, что никому не приходилось думать о том, что значило бы стать миллионером для хип-хоп-культуры, в которой развивались эти навыки». В 1998 году Follow the Leader был выбран в качестве одного из 100 лучших рэп-альбомов журнала The Source, а в 2005 году он занял 12 место в списке комика Криса Рока «25 лучших хип-хоп-альбомов». Трек «Lyrics of Fury» занял пятое место в списке сайта About.com «100 лучших рэп-песен».
Альбом занял 979 место в книге All-Time Top 1000 Albums (3-е издание, 2000).

## Follow The Leader: Re-Imagined As Jazz…
Follow The Leader: Re-Imagined As Jazz… (2019) является инструментальной переработкой всего альбома Джонатаном Хэем, Майком Смитом и Бенни Ридом. Альбом провел четыре недели подряд под номером 1 в чарте Billboard Jazz Albums, свергнув альбом Майкла Бубле Love. Эрик Би сказал журналу Forbes: «Слушание музыки, тщательно спланированной и перезаписанной с звёздной группой музыкантов Джонатаном Хэем и Бенни Ридом, не только остаётся верным нашей оригинальной работе, но и подчёркивает основные концепции, которые мы нарисовали 30 лет назад», — продолжил Эрик Би. «Это действительно завершает полный круг… Мы подражали джазу, а теперь джаз подражает нам».

## Список композиций
Все песни были написаны и спродюсированы Эриком Би и Ракимом (Эрик Барриер, Уильям Гриффин).
| #  | Название                  | Длительность |
| -- | ------------------------- | ------------ |
| 1  | «Follow the Leader»       | 5:36         |
| 2  | «Microphone Fiend»        | 5:17         |
| 3  | «Lyrics of Fury»          | 4:15         |
| 4  | «Eric B. Never Scared»    | 5:21         |
| 5  | «Just a Beat»             | 2:07         |
| 6  | «Put Your Hands Together» | 5:15         |
| 7  | «To the Listeners»        | 4:32         |
| 8  | «No Competition»          | 3:52         |
| 9  | «The R»                   | 3:55         |
| 10 | «Musical Massacre»        | 4:29         |
| 11 | «Beats for the Listeners» | 4:08         |

| #  | Название                                    | Ремиксер(ы)                 | Длительность |
| -- | ------------------------------------------- | --------------------------- | ------------ |
| 12 | «The R» (Remix)                             | CJ Mackintosh, Dave Dorrell | 9:21         |
| 13 | «Microphone Fiend» (Extended Remix)         | The 45 King                 | 5:20         |
| 14 | «Put Your Hands Together» (FON Force Remix) | DJ Plankton, Robert Gordon  | 5:28         |

## Участники записи
Участники записи для альбома Follow the Leader были взяты с сайта AllMusic.
- Патрик Адамс — инженер
- Карлтон Баттс — инженер
- Eric B. & Rakim — вокал, продюсер
- Эрик Би — исполнитель
- Стиви Бласс Гриффин — композитор, исполнитель
- Раким — аранжировщик, продюсер

## Чарты

### Еженедельные чарты
| Чарт (1988)                               | Высшая позиция |
| ----------------------------------------- | -------------- |
| США (Billboard 200)                       | 22             |
| США (Billboard Top R&B/Hip-Hop Albums)    | 7              |
| Великобритания (UK Albums Chart)          | 25             |
| Нидерланды (Album Top 100)                | 43             |
| Новая Зеландия (New Zealand Albums Chart) | 46             |
| Швеция (Sverigetopplistan)                | 35             |

### Итоговые годовые чарты (альбом)
| Чарт (1988)                  | Позиция |
| ---------------------------- | ------- |
| Top Black Albums (Billboard) | 64      |

### Синглы
Альбом содержит два сингла, которые попали в чарты журнала Billboard и в хит-парад UK Singles Chart в Великобритании: «Follow the Leader» и «The R». Сингл «Follow the Leader» достиг 16 места в чарте Hot Black Singles, 11 места в чарте Hot Dance/Disco и 5 места в чарте Hot Dance Music/Maxi-Singles Sales. «The R» достиг 79 места в чарте Hot Black Singles, 28 места в чарте Hot Dance/Disco, 41 места в чарте Hot Dance Music/Maxi-Singles Sales и 14 места в чарте Hot Rap Singles.
| 1988 | «Follow the Leader» | 21 | 16 | 11 | 5  | -  |
| 1989 | «The R»             | 76 | 79 | 28 | 41 | 14 |

### Итоговые годовые чарты (синглы)
| 1988 | «Follow the Leader» | 45 |

## Сертификации

### Альбом
| Регион | Сертификация | Продажи  |
| --- | ------------ | -------- |
| США (RIAA) | Золотой      | 500,000^ |
| * Данные о продажах приведены только на основе сертификации. ^ Данные о тиражах приведены только на основе сертификации. |              |          |